# Сополимеры
Сополимеры — разновидность полимеров, цепочки молекул которых (макромолекулы) состоят из двух или более различных структурных звеньев. Различают регулярные и нерегулярные сополимеры, которых большинство. Различные структурные звенья нерегулярных сополимеров беспорядочно расположены вдоль цепочки. В регулярных же сополимерах различные структурные звенья расположены упорядоченно и, следовательно, регулярные сополимеры могут быть представлены как обычные полимеры с большими структурными звеньями. Отдельно можно назвать блок-сополимеры, состоящие из нескольких (гомо)полимерных блоков.
Сополимеризация — реакция получения сополимеров, полимеризация, в которой участвуют два или несколько различных мономеров.

## Виды сополимеров
Мономеры, из которых изготавливаются сополимеры, могут быть по-разному скомбинированы:
- чередующийся:

```
(A-B)
n
```

- периодический:

```
(A-B-A)
n
```

- статистический:

```
(A-A-B-A-A-A-B-B-A-B)
```

- блок-сополимер:

```
(A)
n
-(B)
m
```

- привитой:

```
(A-A-A-A-A-A-A-A-A-A)

            |      
            B-B-B-B-B-
```

- гребнеобразный — привитой с очень длинными боковыми радикалами[2].